# Onitis wittei
Onitis wittei är en skalbaggsart som beskrevs av Emile Janssens 1938. Onitis wittei ingår i släktet Onitis och familjen bladhorningar. Inga underarter finns listade i Catalogue of Life.